# Cantó de Lo Puèi de Velai Sud-Oest
El cantó de Lo Puèi de Velai Sud-Oest és un cantó francès del departament de l'Alt Loira, situat al districte de Lo Puèi de Velai. Compta amb un municipi i part del de Lo Puèi de Velai.

## Municipis
- Vals-près-le-Puy
- Lo Puèi de Velai (part)

## Història
| Data d'elecció                           | Identitat             | Partit        | Qualitat |
| ---------------------------------------- | --------------------- | ------------- | -------- |
| 1973-1976                                | M. Morison            | RI            |          |
| 1976-19..                                | M. Pradel             | PS            |          |
| 19..-1994                                | André Reynaud         | UDF-CDS       |          |
| 1994-2001                                | Jean-Pierre Alix      | Divers droite |          |
| 2001-2008                                | Jean-Jacques Orfeuvre | Les Verts     |          |
| 2008-                                    | Marc Boléa            | Divers droite |          |
| les dades anteriors no són pas conegudes |                       |               |          |
|                                          |                       |               |          |